# 856e régiment d'artillerie automotrice de la Garde
Le 856e régiment d'artillerie automotrice de la Garde (en russe : 856-й гвардейский самоходный артиллерийский полк, abrégé 856 гв. сап), de son nom complet le 856e régiment d'artillerie automotrice de la Garde « Kobrinski » des ordres du Drapeau rouge et de Bogdan Khmelnitski (en russe : 856-й гвардейский самоходный артиллерийский Кобринский Краснознамённый, ордена Богдана Хмельницкого полк), est une unité des troupes de missiles et d'artillerie de l'armée de terre russe (n° d'unité 08628 jusqu'à sa dissolution en 1997 ; n° 23857 aujourd'hui).
Le régiment fait partie de la 144e division de fusiliers motorisés de la Garde de la 20e armée combinée de la Garde du district militaire ouest, basée à Potchep (oblast de Briansk).

## Historique
Le 30 septembre 1939, sur ordre du commissaire du peuple à la défense de l'URSS, le 299e régiment d'artillerie de la 194e division mécanisée est formé dans la ville de Barabinsk, dans l'oblast de Novossibirsk. Le régiment est commandé par le major M. M. Zavialov.
En janvier 1940, la 194e division mécanisée est déployée dans le district militaire d'Asie centrale (en) et réorganisée en division de fusiliers de montagne.
En février 1940, le 299e régiment d'artillerie rejoint la ville de Tchirtchik et reçoit des canons de 76 mm de modèle 1939 (en).
Le 9 juillet 1941, sur ordre du commissaire du peuple à la défense de l'URSS, le 299e régiment d'artillerie rejoint le front dans la région de Smolensk. Le régiment combat dans les environs de la ville de Karatchev. En septembre, l'unité rejoint le front de Briansk.
En octobre 1941, après de lourdes pertes lors de l'opération Viazma (ru) (engagement de la bataille de Moscou), le 299e régiment d'artillerie intègre la 258e division de fusiliers (ru) et forme le noyau du 841e régiment d'artillerie. Le régiment est commandé par le major A. S. Matveïev.
En décembre 1941-janvier 1942, le régiment participe à l'offensive de Kalouga (ru). Le 5 janvier 1942, pour sa participation à l'opération, le 841e régiment reçoit le titre d'unité « de la Garde ». Dans le même temps, la 258e division de fusiliers est réorganisée en 12e division de fusiliers de la Garde (ru) et le 841e régiment d'artillerie en 31e régiment d'artillerie de la Garde.
En juillet 1944, le régiment participe à la libération de la ville de Kobryn lors de l'opération Bagration, pour laquelle il reçut le 25 juillet 1944 le titre honorifique « Kobrinski » et le 10 août l'ordre du Drapeau rouge.
Le 28 juillet 1945, pour sa participation à la bataille de Berlin, l'unité reçoit l'ordre de Bogdan Khmelnitski de 2e classe.
Jusqu'en février 1946, le régiment fait partie du groupement des forces armées soviétiques en Allemagne. Au début de février 1946, le 31e régiment d'artillerie est transféré dans l'oblast de Moscou et, en avril 1947, redéployé au nord dans une zone proche de l'autoroute Liinakhamari-Nikel, dans l'oblast de Mourmansk. Le régiment devient une unité de la 45e division de fusiliers.
En février 1948, le 31e régiment quitte la 45e division et, à partir de juillet 1951, passe sous le contrôle du district militaire du Nord. En avril 1953, le régiment rejoint à nouveau la 45e division de fusiliers de la 6e armée.
En 1961, le régiment rejoint un nouvel état-major et est rebaptisé 770e bataillon d'artillerie de la Garde de la 131e division de fusiliers motorisés. En 1966, l'unité part de Petchenga pour rejoindre sa nouvelle base dans le village de Louostari (oblast de Mourmansk), près de la frontière russo-norvégienne.
En décembre 1976, l'unité est transformée en 856e régiment d'artillerie de la Garde.
En 1991, le régiment reçoit de l'artillerie dernier cri et reçoit le nom de 856e régiment d'artillerie automotrice de la Garde, toujours au sein de la 131e division,.
En décembre 1997, à la suite d'une réduction du nombre d'unités de la 6e armée, celle-ci est dissoute et ses trois bataillons d'artillerie rejoignent la 200e brigade indépendante de fusiliers motorisés.

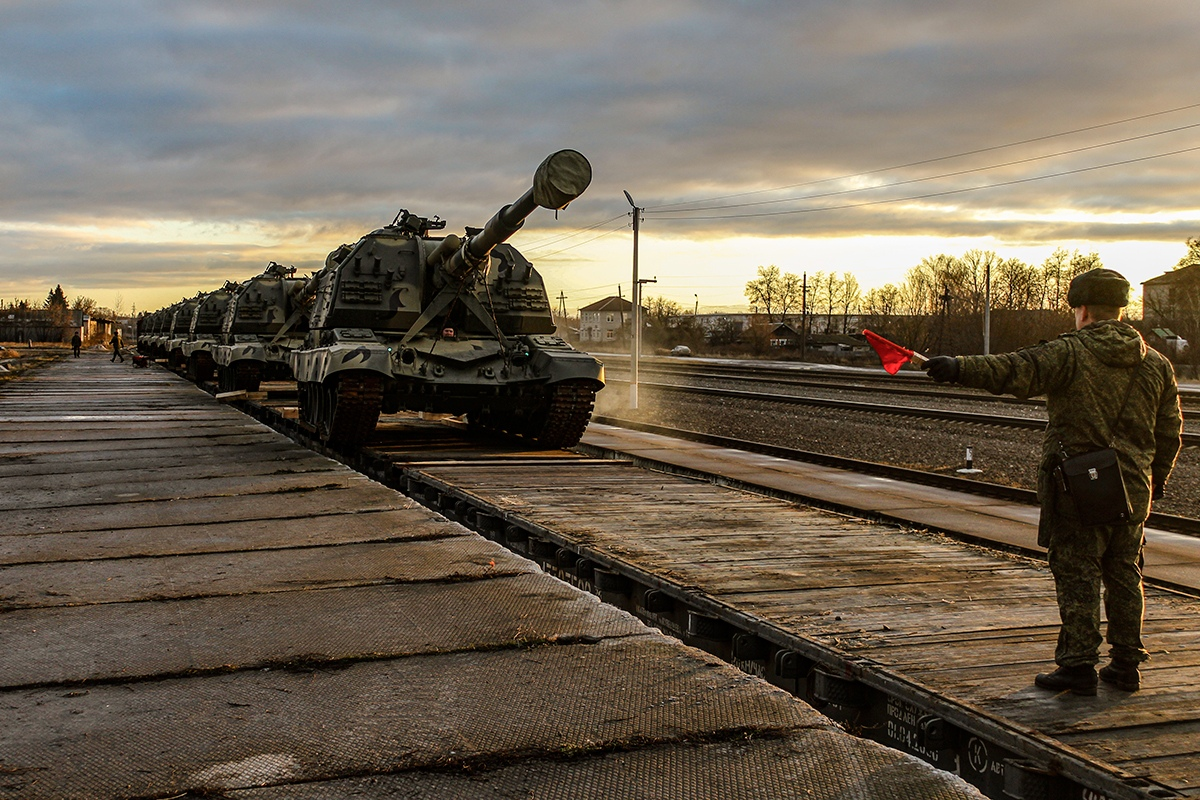
Colonne d'obusiers automoteurs 2S19 Msta (le nouveau modèle 2С19М1 « Мста-СМ1 ») du d'artillerie débarquant d'un train en janvier 2020.

En décembre 2016, le régiment est restauré avec une garnison permanente à Potchep (unité militaire n° 23857). Le régiment fait partie de la 144e division de fusiliers motorisés de la Garde de la 20e armée combinée de la Garde du district militaire ouest. Le 2 juillet 2018, par décret du Président de la fédération de Russie n° 385, le régiment reçoit les titres et ordres honorifiques des unités historiques antérieures. L'effectif du régiment en mars 2022 est de 725 soldats.

## Composition
En mars 2022, son ordre de bataille est le suivant:
- QG de l'unité
- 1er bataillon d'artillerie automotrice d'obusiers
- 2e bataillon d'artillerie automotrice d'obusiers
- Bataillon d'artillerie de roquettes
- Batterie de reconnaissance d'artillerie
- Batterie de contrôle
- Compagnie d'entretien et de réparation
- Compagnie de logistique
- Peloton de commandement
- Centre médical